# Ante Pavelić (1889–1959)
Ante Pavelić (Bradina, 1889. július 14. – Madrid, 1959. december 28.) az ultranacionalista, fasiszta horvát usztasa mozgalom alapítója és vezetője, a második világháború során a náci Németország által fenntartott Független Horvát Állam (NDH) vezére (poglavnik) volt, ezt követően pedig Juan Perón argentin elnök biztonsági tanácsadójaként szolgált.

## Tanulmányok és szeparatista törekvések
A boszniai Bradinában, Szarajevótól 35 kilométerre délnyugatra született, mely akkoriban már osztrák-magyar ellenőrzés alatt állt 1878 óta. Pavelić szülei nem voltak boszniai horvátok. Édesapja, a vasúti munkás Mile Pavelić és édesanyja Marija Šojat a horvátországi lika-hegységbeli bunyevácok lakta Krivi put községből telepedtek át a szomszédos országba. Szintén Boszniában, Travnikban végezte elemi tanulmányait, aztán a horvátországi Zengg jezsuita szemináriumába került. Jogot tanult a zágrábi egyetemen, majd ugyanitt ügyvédként helyezkedett el.
Fiatalon csatlakozott a nemzeti Horvát Jogok Pártjához (HSP), amely a horvát függetlenségért harcolt. 1908-ban, a párt felbomlása után Pavelić egy Josip Frank által vezetett (frankovci, azaz frankista) utódpárthoz csatlakozott, ami a „tiszta” Jogok Pártjának vallotta magát. 1919. március elsején a párt titkára lett. Pavelić saját bevallása szerint egy olyan szabad és független horvát államban hitt, amely „a horvát nép teljes etnikai és történelmi területét magában foglalja”.

## Pavelić elképzelései, tervei
1918. december 1-jén megalakult a Szerb–Horvát–Szlovén Királyság (1929-től Jugoszlávia), melynek a szerb I. (Karagyorgyevics) Sándor lett az első uralkodója. Pavelić elképzelései szerint eggyel több ellensége lett Horvátországnak: a kommunizmus, a zsidók és a nemzetközi szabadkőművesség mellé a szerbiai kormány is felsorakozott.
1927-ben a HSP frankista frakciójának képviselőjeként Ante Pavelić Zágráb városi önkormányzatának tagja lett. Az országos választásokon Zágráb körzetében a horvát blokk 2 széket nyert a jugoszláv parlamentben, melyek egyike Pavelićé lett. Még ebben az évben a HSP frankista szekciójának alelnökévé választották.

## Emigráció, azusztasaszervezet létrejötte
1929-ben, a „királyi diktatúra” bevezetése után Pavelić számos más horvát politikushoz hasonlóan emigrált. Ezután távollétében halálra ítélték a bolgár és macedón terroristák szerbellenes demonstrációiban való részvétele miatt.
1929 februárjában érkezett Bécsbe, ahol a Horvát Ifjúsági Mozgalom élére állt, és a Belső-Macedóniai Forradalmi Szervezet vezetője bemutatta őt Mussolininak. Ugyan 1931-ben véget ért a királyi diktatúra, a jugoszláv politikai élet továbbra is megosztott és zavaros maradt, a horvát elégedetlenség pedig egyre nőtt, amikor letartóztatták a HPP újabb vezetőjét. 1932-ben Pavelić elfogadta Mussolini ajánlatát, és Olaszországba tette át a székhelyét, ahol hozzálátott a Horvát Ifjúsági Mozgalom átszervezéséhez, aminek eredményeképpen megszületett a militáns usztasa (ustaša = felkelés) függetlenségi mozgalom. Olaszországtól táborhelyeket, védelmet és pénzügyi támogatást kaptak, emellett a magyar kormány és később a náci Németország is támogatta őket. Hamarosan terrorcselekményeket kezdtek végrehajtani Jugoszláviában. Legnagyobb akciójuk az ún. Lika-felkelés volt Dalmáciában (ezután alakították meg egyik bázisukat Jankapusztán), illetve Sándor király megölése volt 1934. október 14-én Marseille-ben. Olaszországban a merénylet után letartóztatták az usztasa vezérkart, de kiadatásukat megtagadták, majd néhány hónap után szabadlábra helyezték őket.

## A Független Horvát Állam vezére, 1941–1945

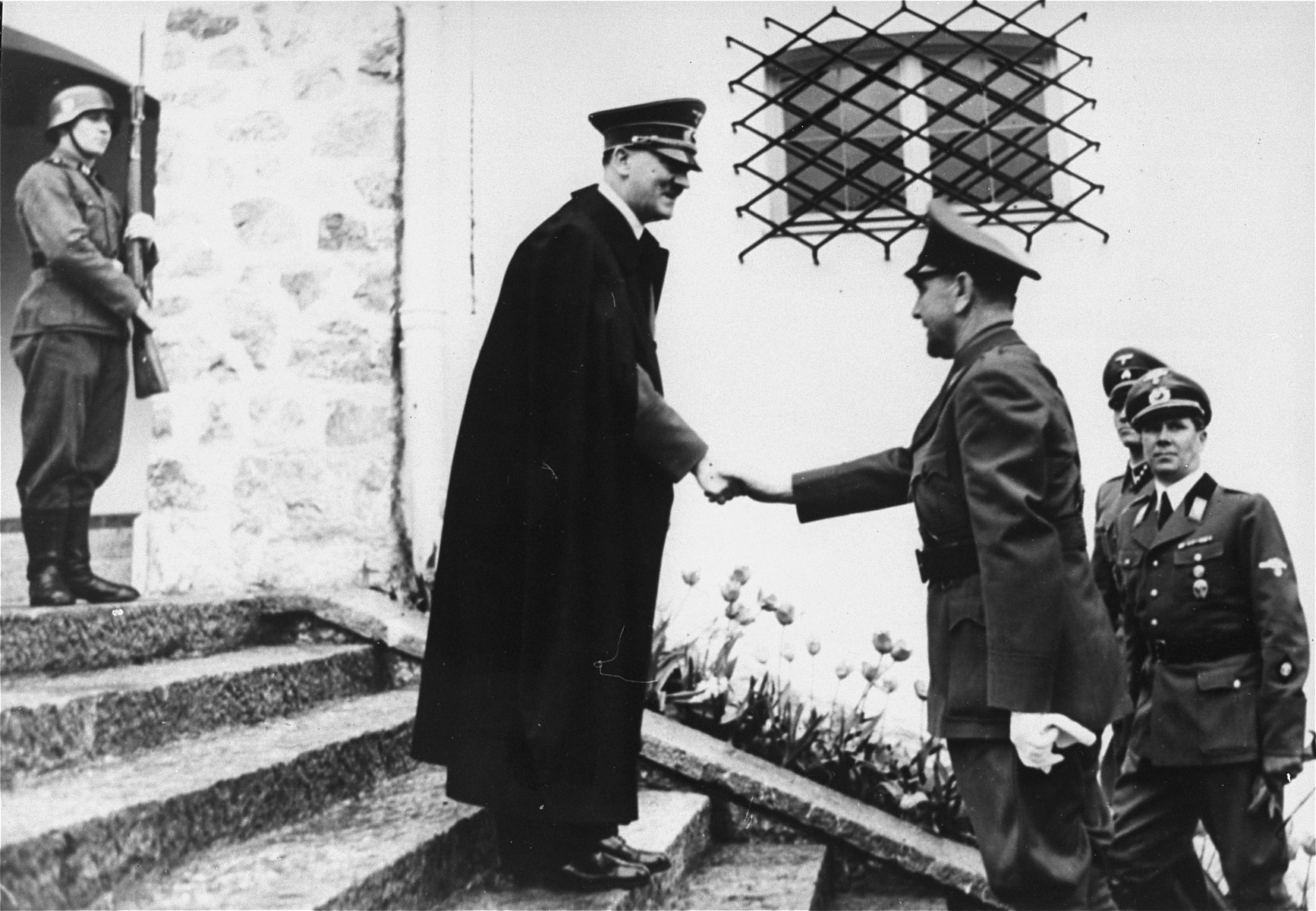
A Führer és a Poglavnik találkozója, 1941

Miután a németek 1941. április 6-án megtámadták Jugoszláviát, Pavelić megragadta az alkalmat: Olaszországból rádión szólította fel a horvát katonákat a parancsmegtagadásra, a szerbek elleni harcra, hangsúlyozva, hogy „német és olasz szövetségeseinkkel vállvetve” kell harcolniuk. A németek április 10-én szállták meg Zágrábot, ahol az usztasák helyi vezetője, Pavelić helyettese, Slavko Kvaternik még aznap kikiáltotta a Független Horvátország (Nezavisna Drzava Hrvatska) megalakulását, ami Horvátországot és Bosznia-Hercegovinát olvasztotta magába. Április 15-én, 12 év emigráció után Pavelić is visszatért.
A jugoszláv hadsereg összeroppant a túlerővel szemben, a kormány pedig Londonba emigrált. Április 18-án a haderő hivatalosan is kapitulált, a megszállók pedig elkezdték az ország felosztását, melynek keretében elismerték Horvátországot. Mussolini sürgetésére Németország is elismerte Pavelićot Horvátország Vezérének (Poglavnik).
Pavelić Horvát Szabad Államának államformája hivatalosan királyság volt, melynek trónját II. Tomiszláv néven a spoletói herceg, III. Viktor Emánuel olasz király másod-unokatestvére nyerte el (viszonzásul az olasz támogatásért), ám sosem koronázták meg, és még országába sem látogatott el.
Hatalomra jutása után Pavelić látogatást tett Rómában, Mussolininél, és egyúttal a Vatikánba is ellátogatott, ahol – bár Horvátországot hivatalosan nem ismerték el – XII. Piusz pápa fogadta őt.
1941-ben a Adolf Hitler kétszer is fogadta Pavelićet, és beleegyezett, hogy a németek által közvetlenül igazgatott területekről horvátokat és szlovénokat telepítsen a szerbek helyére.
Hatalomra kerülése után Pavelić szinte azonnal bejelentette, hogy kormányzatának fő célja egy „tiszta” Horvátország az „idegen elemek” eltüntetése árán történő létrehozása volt. Az embereket faji-nemzetiségi alapon különböztette meg, de legalább ilyen fontos – ha nem fontosabb – szempontnak tartotta a vallási különbséget is. (Pavelić is és a teljes usztasa kormány is katolikus volt.) A hatalomátvétel után azonnal megkezdődött a szerbek, zsidók és romák tömeges meggyilkolása, és a háború végéig változatlan intenzitással folyt a rengeteg áldozatot (férfiakat, nőket, gyermekeket, öregeket vegyesen) követelő népirtás. Az 1941 szeptemberében megalakult az első usztasa, jasenovaci koncentrációs tábor, ahol modern számítások szerint mintegy 85-90  ezer embert végeztek ki rendkívül kegyetlenül.
1942-re kikristályosodott az ellenállási mozgalom, ami hasonló kegyetlenséggel szedte áldozatait a németek, olaszok, horvátok és a kollaboránsok körében. Ez ellen Pavelić a területen állomásozó németekhez hasonlóan könyörtelen megtorlást hirdetett, mindhiába. A partizánok az 1944. október 1-jén Jugoszláviába érkező Vörös Hadsereggel együtt felszabadították Belgrádot. 1945. április 6-án eljutottak Szarajevóba, mire az usztasa vezetők menekülni kezdtek. A jugoszláviai háború május 15-én ért véget. A második világháború idején  mintegy 250 000 szerb, 30 000 zsidó és 29 000 cigány pusztult el Pavelić vezetése alatt.

## A második világháború után
Pavelić április 15-én menekült Ausztriába (Murau környékére), majd onnan Olaszországba, ahol Rómában bujdosott. Az amerikai titkosszolgálat (CIA) egy dokumentuma szerint ebben a Vatikán bizonyos tagjai segítették. Innen fél év múlva Argentínába távozott. Buenos Airesben újjászervezte az emigráns usztasák mozgalmát (neve Hrvatska Drzavotvorna Stranka)[forrás?] és Juan Domingo Perón diktatórikus hatalmú elnök biztonsági tanácsadója lett.
A volt horvát vezér hollétéről a jugoszláv titkosszolgálat tudomást szerzett 1957-ben, és április 9-én megpróbálták meggyilkolni, de csak súlyos sérüléseket szenvedett. A megrendült egészségű Pavelić a biztonságosabb francói Spanyolországban telepedett le a támadás után. 1959. december 28-án halt meg Madridban. Földi maradványait addig őrzik a spanyol fővárosban, amíg nem engedélyezik Horvátországba szállítását.

## Magyarul megjelent könyve
- Ante Pavelics: A forradalom leánya. Regény; ford. Pappné Tarcsay Gizella; Centrum, Budapest, 1943